# Handball Fémina Visé
HC Fémina Visé is een Belgische vrouwenhandbalploeg uit Wezet die uitkomt in de eerste nationale.

## Geschiedenis
De club werd opgericht in 1975 als de damesafdeling van L'amicale Visé. In 1986 werd de damesafdeling een aparte club met als naam Fémina Visé en speelde ze vanaf het seizoen 1986-87 in de hoogste afdeling.

## Palmares
- 13x  Bekerwinnaar: 1994, 1998, 1999, 2000, 2003, 2004, 2007, 2008, 2009, 2013, 2014, 2016 en 2017
- 12x  Kampioen van België: 1997, 1998, 1999, 2000, 2001, 2004, 2007, 2008, 2009, 2010, 2012 en 2014

## Bekende (ex-)spelers
- Véronique Bella
- Véronique Bormans
- Judith Franssen
- Florentina Gilice
- Isabelle Hellings
- Kristien Leonaers
- Evy Machiels
- Annelies Penders
- Julie Rasson
- Ingrid Segers